# Maria Anna d'Assia-Homburg
Maria Anna Amalia d'Assia-Homburg (Bad Homburg vor der Höhe, 13 ottobre 1785 – Berlino, 14 aprile 1846) era la dodicesima figlia del langravio Federico V e di sua moglie, la principessa Carolina d'Assia-Darmstadt, figlia del langravio Luigi IX e di sua moglie Carolina, meglio conosciuta come la "Grande langravia".

## Biografia
Nel 1804 sposò suo cugino, il principe Federico Guglielmo Carlo di Prussia, il più giovane dei figli del re di Prussia Federico Guglielmo III.
Dal matrimonio nacquero i seguenti figli:
- Adalberto (1811–1873)
- Elisabetta (1815-1885), andata in sposa nel 1836 al principe Carlo d'Assia-Darmstadt, e madre del granduca Luigi IV
- Valdemaro (1817-1849)
- Maria (1825-1889), andata in sposa al re Massimiliano II di Baviera

Marianna appartenne, con la regina Luisa, al "partito della guerra", avverso a Napoleone. Nel marzo del 1813 lanciò l'"Appello delle principesse reali alle donne prussiane" e fondò la cosiddetta "Lega delle donne patriottiche".
Divenne perciò molto popolare a Berlino. Grandi riformatori politici, quali Heinrich Friedrich Karl vom und zum Stein, Karl August von Hardenberg, Wilhelm von Humboldt, intrattennero con lei rapporti epistolari. Fu inoltre amica del poeta Friedrich de la Motte Fouqué e, dopo la morte della regina Luisa, fu la prima donna della corte prussiana. Si distinse per impegno sociale e si interessò al carcere di Berlino; inoltre fondò nel quartiere berlinese di Pankow un asilo infantile.
Nel 1822 s'innamorò del coetaneo conte Antonio di Stolberg-Wernigerode, un amico di suo marito, come dimostra il suo diario, pubblicato nel 2006.
Nel 1845 Marianna visitò per l'ultima volta la sua città natale, Bad Homburg. Morì il 14 aprile 1846 a Berlino, a causa di una febbre "reumatico-nervosa".

## Ascendenza
|                                           |                                         |                                                         | Genitori                                                 |  |  | Nonni |  |  | Bisnonni                                     |  |  | Trisnonni                              |  |
|                                           |                                         |                                                         |                                                          |  |  |       |  |  | Langravio Casimiro Guglielmo d'Assia-Homburg |  |  | Federico II, Langravio d'Assia-Homburg |  |
|                                           |                                         |                                                         |                                                          |  |  |       |  |  | Langravio Casimiro Guglielmo d'Assia-Homburg |  |  | Federico II, Langravio d'Assia-Homburg |  |
|                                           |                                         | Principessa Luisa Elisabetta di Curlandia               |                                                          |  |  |       |  |  | Langravio Casimiro Guglielmo d'Assia-Homburg |  |  |                                        |  |
| Federico IV, Langravio d'Assia-Homburg    |                                         |                                                         |                                                          |  |  |       |  |  | Langravio Casimiro Guglielmo d'Assia-Homburg |  |  |                                        |  |
|                                           |                                         | Contessa Cristina Carlotta di Solms-Braunfels           | Guglielmo Maurizio, Conte di Solms-Braunfels             |  |  |       |  |  |                                              |  |  |                                        |  |
|                                           |                                         | Contessa Cristina Carlotta di Solms-Braunfels           | Guglielmo Maurizio, Conte di Solms-Braunfels             |  |  |       |  |  |                                              |  |  |                                        |  |
|                                           |                                         | Contessa Cristina Carlotta di Solms-Braunfels           | Langravia Maddalena Sofia d'Assia-Homburg                |  |  |       |  |  |                                              |  |  |                                        |  |
| Federico V, Langravio d'Assia-Homburg     |                                         | Contessa Cristina Carlotta di Solms-Braunfels           |                                                          |  |  |       |  |  |                                              |  |  |                                        |  |
|                                           |                                         | Federico Guglielmo, Principe di Solms-Braunfels         | Guglielmo Maurizio, Conte di Solms-Braunfels             |  |  |       |  |  |                                              |  |  |                                        |  |
|                                           |                                         | Federico Guglielmo, Principe di Solms-Braunfels         | Guglielmo Maurizio, Conte di Solms-Braunfels             |  |  |       |  |  |                                              |  |  |                                        |  |
|                                           |                                         | Federico Guglielmo, Principe di Solms-Braunfels         | Langravia Maddalena Sofia d'Assia-Homburg                |  |  |       |  |  |                                              |  |  |                                        |  |
| Contessa Ulrica Luisa di Solms-Braunfels  |                                         | Federico Guglielmo, Principe di Solms-Braunfels         |                                                          |  |  |       |  |  |                                              |  |  |                                        |  |
|                                           |                                         | Contessa Sofia Maddalena Benigna di Solms-Utphe-Laubach | Carlo Ottone, Conte di Solms-Laubach-Utphe e Tecklenburg |  |  |       |  |  |                                              |  |  |                                        |  |
|                                           |                                         | Contessa Sofia Maddalena Benigna di Solms-Utphe-Laubach | Carlo Ottone, Conte di Solms-Laubach-Utphe e Tecklenburg |  |  |       |  |  |                                              |  |  |                                        |  |
|                                           |                                         | Contessa Sofia Maddalena Benigna di Solms-Utphe-Laubach | Contessa Luisa di Schönburg-Waldenburg                   |  |  |       |  |  |                                              |  |  |                                        |  |
| Langravia Maria Anna d'Assia-Homburg      |                                         | Contessa Sofia Maddalena Benigna di Solms-Utphe-Laubach |                                                          |  |  |       |  |  |                                              |  |  |                                        |  |
|                                           | Luigi VIII, Langravio d'Assia-Darmstadt | Ernesto Luigi, Langravio d'Assia-Darmstadt              |                                                          |  |  |       |  |  |                                              |  |  |                                        |  |
|                                           | Luigi VIII, Langravio d'Assia-Darmstadt | Ernesto Luigi, Langravio d'Assia-Darmstadt              |                                                          |  |  |       |  |  |                                              |  |  |                                        |  |
|                                           | Luigi VIII, Langravio d'Assia-Darmstadt | Dorotea Carlotta di Brandeburgo-Ansbach                 |                                                          |  |  |       |  |  |                                              |  |  |                                        |  |
| Luigi IX, Langravio d'Assia-Darmstadt     | Luigi VIII, Langravio d'Assia-Darmstadt |                                                         |                                                          |  |  |       |  |  |                                              |  |  |                                        |  |
|                                           |                                         | Contessa Carlotta di Hanau-Lichtenberg                  | Giovanni Reinardo III, Conte di Hanau-Lichtenberg        |  |  |       |  |  |                                              |  |  |                                        |  |
|                                           |                                         | Contessa Carlotta di Hanau-Lichtenberg                  | Giovanni Reinardo III, Conte di Hanau-Lichtenberg        |  |  |       |  |  |                                              |  |  |                                        |  |
|                                           |                                         | Contessa Carlotta di Hanau-Lichtenberg                  | Dorotea Federica di Brandeburgo-Ansbach                  |  |  |       |  |  |                                              |  |  |                                        |  |
| Carolina d'Assia-Darmstadt                |                                         | Contessa Carlotta di Hanau-Lichtenberg                  |                                                          |  |  |       |  |  |                                              |  |  |                                        |  |
|                                           |                                         | Cristiano III, Conte Palatino di Zweibrücken            | Cristiano II, Conte Palatino di Zweibrücken              |  |  |       |  |  |                                              |  |  |                                        |  |
|                                           |                                         | Cristiano III, Conte Palatino di Zweibrücken            | Cristiano II, Conte Palatino di Zweibrücken              |  |  |       |  |  |                                              |  |  |                                        |  |
|                                           |                                         | Cristiano III, Conte Palatino di Zweibrücken            | Contessa Caterina Agata di Rappoltstein                  |  |  |       |  |  |                                              |  |  |                                        |  |
| Contessa Palatina Carolina di Zweibrücken |                                         | Cristiano III, Conte Palatino di Zweibrücken            |                                                          |  |  |       |  |  |                                              |  |  |                                        |  |
|                                           |                                         | Carolina di Nassau-Saarbrücken                          | Luigi Crato, Conte di Nassau-Saarbrücken                 |  |  |       |  |  |                                              |  |  |                                        |  |
|                                           |                                         | Carolina di Nassau-Saarbrücken                          | Luigi Crato, Conte di Nassau-Saarbrücken                 |  |  |       |  |  |                                              |  |  |                                        |  |
|                                           |                                         | Carolina di Nassau-Saarbrücken                          | Filippina Enrichetta di Hohenlohe-Langenburg             |  |  |       |  |  |                                              |  |  |                                        |  |
|                                           |                                         | Carolina di Nassau-Saarbrücken                          |                                                          |  |  |       |  |  |                                              |  |  |                                        |  |